# Salanx chinensis
Salanx chinensis är en fiskart som först beskrevs av Osbeck, 1765.  Salanx chinensis ingår i släktet Salanx och familjen Salangidae. IUCN kategoriserar arten globalt som otillräckligt studerad. Inga underarter finns listade i Catalogue of Life.